# Convocazioni per la Coppa del mondo per club FIFA 2017
Elenco dei giocatori convocati da ciascun club partecipante alla Coppa del mondo per club FIFA 2017.

## Club

### Al-Jazira
Allenatore:  Henk ten Cate
| N. |                                | Ruolo | Calciatore         |
| -- | ------------------------------ | ----- | ------------------ |
| 1  | Emirati Arabi Uniti (bandiera) | P     | Ali Khasif         |
| 2  | Emirati Arabi Uniti (bandiera) | D     | Mohamed Fawzi      |
| 3  | Emirati Arabi Uniti (bandiera) | D     | Salem Al-Eidi      |
| 4  | Emirati Arabi Uniti (bandiera) | D     | Mohammed Ali Ayed  |
| 5  | Emirati Arabi Uniti (bandiera) | D     | Musallem Fayez     |
| 6  | Emirati Arabi Uniti (bandiera) | D     | Saif Khalfan       |
| 7  | Emirati Arabi Uniti (bandiera) | A     | Ali Mabkhout       |
| 9  | Uzbekistan (bandiera)          | C     | Sardor Rashidov    |
| 10 | Marocco (bandiera)             | C     | Mbark Boussoufa    |
| 12 | Emirati Arabi Uniti (bandiera) | D     | Salem Rashid Obaid |
| 14 | Emirati Arabi Uniti (bandiera) | D     | Eisa Al-Otaibah    |
| 15 | Emirati Arabi Uniti (bandiera) | C     | Khalfan Mubarak    |

| N. |                                | Ruolo | Calciatore          |
| -- | ------------------------------ | ----- | ------------------- |
| 21 | Emirati Arabi Uniti (bandiera) | C     | Yaqoub Al Hosani    |
| 31 | Brasile (bandiera)             | A     | Romarinho           |
| 35 | Egitto (bandiera)              | C     | Abdullah Ramadan    |
| 36 | Emirati Arabi Uniti (bandiera) | P     | Khaled Al-Senani    |
| 40 | Emirati Arabi Uniti (bandiera) | D     | Mohammed Al Attas   |
| 44 | Emirati Arabi Uniti (bandiera) | D     | Fares Juma Al Saadi |
| 45 | Emirati Arabi Uniti (bandiera) | A     | Ahmed Rabee         |
| 50 | Emirati Arabi Uniti (bandiera) | C     | Mohammed Jamal      |
| 56 | Emirati Arabi Uniti (bandiera) | P     | Abdurahman Al-Ameri |
| 70 | Emirati Arabi Uniti (bandiera) | A     | Ahmed Al Attas      |
| 80 | Emirati Arabi Uniti (bandiera) | D     | Salem Ali Ibrahim   |

### Auckland City
Allenatore:  Ramon Tribulietx
| N. |                          | Ruolo | Calciatore                |
| -- | ------------------------ | ----- | ------------------------- |
| 1  | Spagna (bandiera)        | P     | Eñaut Zubikarai           |
| 2  | Australia (bandiera)     | D     | Liam Graham               |
| 3  | Giappone (bandiera)      | D     | Takuya Iwata              |
| 4  | Croazia (bandiera)       | D     | Mario Bilen               |
| 5  | Spagna (bandiera)        | D     | Ángel Berlanga            |
| 6  | Nuova Zelanda (bandiera) | C     | Te Atawhai Hudson-Wihongi |
| 7  | Nuova Zelanda (bandiera) | C     | Cameron Howieson          |
| 8  | Spagna (bandiera)        | C     | Albert Riera              |
| 9  | Inghilterra (bandiera)   | D     | Darren White              |
| 10 | Nuova Zelanda (bandiera) | A     | Ryan De Vries             |
| 11 | Messico (bandiera)       | C     | Fabrizio Tavano           |
| 12 | Nuova Zelanda (bandiera) | A     | Kris Bright               |

| N. |                           | Ruolo | Calciatore      |
| -- | ------------------------- | ----- | --------------- |
| 13 | Nuova Zelanda (bandiera)  | D     | Alfie Rogers    |
| 15 | Nuova Zelanda (bandiera)  | C     | Dan Morgan      |
| 16 | Corea del Sud (bandiera)  | D     | Kim Dae-Wook    |
| 17 | Nuova Zelanda (bandiera)  | C     | Reid Drake      |
| 19 | Isole Salomone (bandiera) | C     | Micah Lea'alafa |
| 20 | Argentina (bandiera)      | A     | Emiliano Tade   |
| 21 | Nuova Zelanda (bandiera)  | D     | Harry Edge      |
| 23 | Serbia (bandiera)         | D     | Marko Đorđević  |
| 24 | Nuova Zelanda (bandiera)  | P     | Conor Tracey    |
| 26 | Nuova Zelanda (bandiera)  | A     | Callum McCowatt |
| 30 | Nuova Zelanda (bandiera)  | P     | Cameron Brown   |

### Grêmio
Allenatore:  Renato Portaluppi
| N. |                      | Ruolo | Calciatore       |
| -- | -------------------- | ----- | ---------------- |
| 1  | Brasile (bandiera)   | P     | Marcelo Grohe    |
| 2  | Brasile (bandiera)   | D     | Edílson          |
| 3  | Brasile (bandiera)   | D     | Pedro Geromel    |
| 4  | Argentina (bandiera) | D     | Walter Kannemann |
| 5  | Brasile (bandiera)   | C     | Michel           |
| 7  | Brasile (bandiera)   | A     | Luan             |
| 8  | Brasile (bandiera)   | C     | Maicon           |
| 9  | Brasile (bandiera)   | A     | Jael             |
| 11 | Brasile (bandiera)   | A     | Everton          |
| 12 | Brasile (bandiera)   | D     | Bruno Cortês     |
| 14 | Brasile (bandiera)   | D     | Bruno Rodrigo    |
| 15 | Brasile (bandiera)   | D     | Rafael Thyere    |

| N. |                     | Ruolo | Calciatore       |
| -- | ------------------- | ----- | ---------------- |
| 17 | Brasile (bandiera)  | C     | Ramiro           |
| 18 | Paraguay (bandiera) | A     | Lucas Barrios    |
| 21 | Brasile (bandiera)  | A     | Fernandinho      |
| 22 | Brasile (bandiera)  | D     | Bressan          |
| 25 | Brasile (bandiera)  | C     | Jailson          |
| 26 | Brasile (bandiera)  | D     | Marcelo Oliveira |
| 28 | Brasile (bandiera)  | C     | Kaio             |
| 29 | Brasile (bandiera)  | C     | Arthur Melo      |
| 30 | Brasile (bandiera)  | P     | Bruno Grassi     |
| 48 | Brasile (bandiera)  | P     | Paulo Victor     |
| 88 | Brasile (bandiera)  | D     | Léo Moura        |

### Pachuca
Allenatore:  Diego Alonso
| N. |                        | Ruolo | Calciatore             |
| -- | ---------------------- | ----- | ---------------------- |
| 2  | Giappone (bandiera)    | C     | Keisuke Honda          |
| 4  | Stati Uniti (bandiera) | D     | Omar Gonzalez          |
| 5  | Messico (bandiera)     | C     | Víctor Guzmán          |
| 6  | Messico (bandiera)     | D     | Raúl Lopez             |
| 7  | Cile (bandiera)        | A     | Ángelo Sagal           |
| 6  | Argentina (bandiera)   | A     | Germán Cano            |
| 10 | Uruguay (bandiera)     | C     | Jonathan Urretaviscaya |
| 11 | Cile (bandiera)        | A     | Edson Puch             |
| 12 | Messico (bandiera)     | D     | Emmanuel García        |
| 13 | Messico (bandiera)     | P     | Alfonso Blanco         |
| 14 | Messico (bandiera)     | C     | Érick Aguirre          |
| 15 | Messico (bandiera)     | C     | Erick Gutiérrez        |

| N. |                      | Ruolo | Calciatore         |
| -- | -------------------- | ----- | ------------------ |
| 16 | Messico (bandiera)   | C     | Jorge Hernández    |
| 18 | Messico (bandiera)   | D     | Joaquín Martínez   |
| 19 | Messico (bandiera)   | C     | Tony Figueroa      |
| 21 | Messico (bandiera)   | P     | Óscar Pérez        |
| 22 | Messico (bandiera)   | P     | Abraham Romero     |
| 23 | Colombia (bandiera)  | D     | Óscar Murillo      |
| 25 | Messico (bandiera)   | D     | Alexis Peña        |
| 26 | Uruguay (bandiera)   | D     | Robert Herrera     |
| 29 | Argentina (bandiera) | A     | Franco Jara        |
| 89 | Messico (bandiera)   | A     | Roberto de la Rosa |
| 98 | Messico (bandiera)   | C     | Erick Sánchez      |

### Real Madrid
Allenatore:  Zinédine Zidane
| N. |                       | Ruolo | Calciatore        |
| -- | --------------------- | ----- | ----------------- |
| 1  | Costa Rica (bandiera) | P     | Keylor Navas      |
| 2  | Spagna (bandiera)     | D     | Daniel Carvajal   |
| 4  | Spagna (bandiera)     | D     | Sergio Ramos      |
| 5  | Francia (bandiera)    | D     | Raphaël Varane    |
| 6  | Spagna (bandiera)     | D     | Nacho             |
| 7  | Portogallo (bandiera) | A     | Cristiano Ronaldo |
| 8  | Germania (bandiera)   | C     | Toni Kroos        |
| 9  | Francia (bandiera)    | A     | Karim Benzema     |
| 10 | Croazia (bandiera)    | C     | Luka Modrić       |
| 11 | Galles (bandiera)     | C     | Gareth Bale       |
| 12 | Brasile (bandiera)    | D     | Marcelo           |
| 13 | Spagna (bandiera)     | P     | Kiko Casilla      |

| N. |                    | Ruolo | Calciatore      |
| -- | ------------------ | ----- | --------------- |
| 14 | Brasile (bandiera) | C     | Casemiro        |
| 15 | Francia (bandiera) | D     | Theo Hernández  |
| 17 | Spagna (bandiera)  | A     | Lucas Vázquez   |
| 18 | Spagna (bandiera)  | C     | Marcos Llorente |
| 19 | Marocco (bandiera) | D     | Achraf Hakimi   |
| 20 | Spagna (bandiera)  | C     | Marco Asensio   |
| 21 | Spagna (bandiera)  | A     | Borja Mayoral   |
| 22 | Spagna (bandiera)  | C     | Isco            |
| 23 | Croazia (bandiera) | C     | Mateo Kovačić   |
| 24 | Spagna (bandiera)  | C     | Dani Ceballos   |
| 35 | Spagna (bandiera)  | P     | Moha Ramos      |

### Urawa Red Diamonds
Allenatore:  Takafumi Hori
| N. |                     | Ruolo | Calciatore        |
| -- | ------------------- | ----- | ----------------- |
| 1  | Giappone (bandiera) | P     | Shūsaku Nishikawa |
| 2  | Brasile (bandiera)  | D     | Maurício Antônio  |
| 3  | Giappone (bandiera) | C     | Tomoya Ugajin     |
| 4  | Giappone (bandiera) | D     | Daisuke Nasu      |
| 5  | Giappone (bandiera) | D     | Tomoaki Makino    |
| 6  | Giappone (bandiera) | D     | Wataru Endō       |
| 7  | Giappone (bandiera) | C     | Tsukasa Umesaki   |
| 8  | Brasile (bandiera)  | A     | Rafael da Silva   |
| 9  | Giappone (bandiera) | A     | Yūki Mutō         |
| 10 | Giappone (bandiera) | C     | Yōsuke Kashiwagi  |
| 13 | Giappone (bandiera) | A     | Toshiyuki Takagi  |
| 15 | Giappone (bandiera) | C     | Kazuki Nagasawa   |

| N. |                     | Ruolo | Calciatore         |
| -- | ------------------- | ----- | ------------------ |
| 16 | Giappone (bandiera) | C     | Takuya Aoki        |
| 18 | Giappone (bandiera) | C     | Yoshiaki Komai     |
| 20 | Giappone (bandiera) | A     | Tadanari Lee       |
| 21 | Slovenia (bandiera) | A     | Zlatan Ljubijankič |
| 22 | Giappone (bandiera) | C     | Yūki Abe           |
| 23 | Giappone (bandiera) | P     | Nao Iwadate        |
| 25 | Giappone (bandiera) | P     | Tetsuya Enomoto    |
| 30 | Giappone (bandiera) | A     | Shinzō Kōroki      |
| 38 | Giappone (bandiera) | C     | Daisuke Kikuchi    |
| 39 | Giappone (bandiera) | C     | Shinya Yajima      |
| 46 | Giappone (bandiera) | D     | Ryōta Moriwaki     |

### Wydad Casablanca
Allenatore:  Hussein Amotta
| N. |                           | Ruolo | Calciatore             |
| -- | ------------------------- | ----- | ---------------------- |
| 4  | Marocco (bandiera)        | C     | Salaheddine Saidi      |
| 5  | Marocco (bandiera)        | D     | Amine Atouchi          |
| 6  | Marocco (bandiera)        | C     | Brahim Nekkach         |
| 7  | Marocco (bandiera)        | A     | Mohamed Ounajem        |
| 8  | Marocco (bandiera)        | D     | Badr Gaddarine         |
| 9  | Belgio (bandiera)         | A     | Mohammed Aoulad        |
| 10 | Costa d'Avorio (bandiera) | A     | Guillaume Nicaise Daho |
| 11 | Marocco (bandiera)        | C     | Ismail Haddad          |
| 12 | Marocco (bandiera)        | P     | Badreddine Benachour   |
| 13 | Marocco (bandiera)        | D     | Youssef Rabeh          |
| 17 | Marocco (bandiera)        | A     | Achraf Bencharki       |
| 18 | Marocco (bandiera)        | C     | Walid El Karti         |

| N. |                           | Ruolo | Calciatore           |
| -- | ------------------------- | ----- | -------------------- |
| 19 | Marocco (bandiera)        | C     | Amin Tighazoui       |
| 22 | Marocco (bandiera)        | P     | Zouhair Laaroubi     |
| 24 | Marocco (bandiera)        | C     | Jamel Aït Ben Idir   |
| 25 | Burkina Faso (bandiera)   | D     | Mohamed Ouattara     |
| 26 | Marocco (bandiera)        | C     | Abdeladim Khadrouf   |
| 27 | Marocco (bandiera)        | A     | Zakaria El Hachimi   |
| 28 | Marocco (bandiera)        | D     | Abdelatif Noussir    |
| 29 | Marocco (bandiera)        | O     | Yassine El Kharroubi |
| 30 | Marocco (bandiera)        | C     | Mohammed Nahiri      |
| 31 | Costa d'Avorio (bandiera) | D     | Cheick Comara        |
| 37 | Marocco (bandiera)        | A     | Reda Hajhouj         |